# 羅廷唯
羅廷唯（1526年—1558年），字曾甫，號貫溪，四川重慶府永川縣人，明朝政治人物。

## 生平
嘉靖三十二年（1553年）癸丑科第三甲第二百六十八名進士。禮部观政，授直隸棗強知縣，任內剿滅盜賊，平反冤獄，建立大原書院。
三十六年八月考选，擢升陕西道試監察御史，三十七年十月實授御史。世宗用給事中徐浦之議，令廷臣及督撫舉薦邊才。於是前侍郎郭宗皐，都御史曹邦輔、吳嶽，祭酒鄒守益，修撰羅洪先，御史吳悌、方涯，主事唐樞，參政周大禮、曹亨，參議劉志，知府黃華皆在推薦名單中。羅廷唯上疏反對，世宗因此以為吏部濫舉，命會同都察院核議。左都御史周延與尚書吳鵬等上言，所舉者皆不負人望，世宗不悅，斥責周延等，舉賢之事也從此作罷。卒年三十三。

## 家族
曾祖羅瓊，祖羅鍪，学正、贈户部主事；父羅洪載，户部员外郎；嫡母龍氏（封安人），生母張氏。弟廷吉；廷哲；廷合；廷名。